# National Hockey Association 1914–15

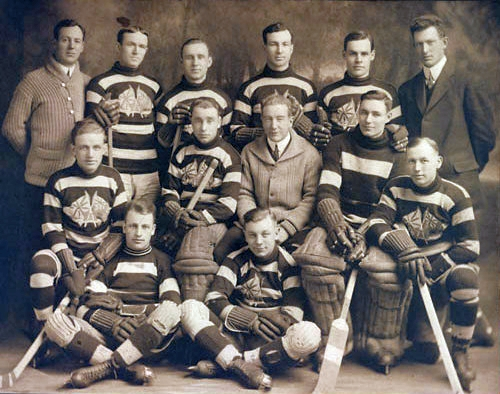
Ottawa Senators säsongen 1914–15. Övre raden, från vänster: Cosy Dolan, Jack Darragh, Hamby Shore, Art Ross, Horace Merrill, Frank Shaughnessy. Mellanraden, från vänster: Angus Duford, Sammy Hebert, Alf Smith, Clint Benedict, Leth Graham. Främre raden, från vänster: Eddie Gerard, Punch Broadbent.

National Hockey Association 1914–15 var den sjätte säsongen av den professionella ishockeyligan National Hockey Association och spelades mellan 26 december 1914 och 3 mars 1915.

## Grundserie
Lagen spelade 20 matcher var i grundserien och Ottawa Senators och Montreal Wanderers delade på förstaplatsen med 28 inspelade poäng var. Toronto Ontarios bytte i januari 1915 namn till Toronto Shamrocks. Tommy Smith vann poängligan med 40 mål och 4 assists för totalt 44 poäng på 19 spelade matcher för Toronto Shamrocks och Quebec Bulldogs.
Under en match mellan Toronto Blueshirts och Ottawa Senators 17 februari 1915 startade Blueshirts Roy McGiffin ett slagsmål med Senators back Art Ross vilket slutade med att de båda spelarna arresterades av polis efter matchen. De släpptes senare mot en borgensumma på 100 dollar var.
Ottawa Senators och Montreal Wanderers gjorde efter grundseriens slut upp i ett dubbelmöte om mästartiteln O'Brien Trophy och om vilket lag som skulle få spela mot PCHA-mästarna Vancouver Millionaires om Stanley Cup. Senators vann dubbelmötet mot Wanderers med den sammanlagda målskillanden 4-1 men förlorade därefter Stanley Cup-finalen mot Vancouver Millionaires i Denman Arena i tre raka matcher med siffrorna 2-6, 3-8 och 3-12.

### Tabell
M = Matcher, V = Vinster, F = Förluster, O = Oavgjorda, GM = Gjorda mål, IM = Insläppta mål, P = Poäng
|                    | M  | V  | F  | O | GM  | IM | P  |
| ------------------ | -- | -- | -- | - | --- | -- | -- |
| Ottawa Senators    | 20 | 14 | 6  | 0 | 74  | 65 | 28 |
| Montreal Wanderers | 20 | 14 | 6  | 0 | 127 | 82 | 28 |
| Quebec Bulldogs    | 20 | 11 | 9  | 0 | 85  | 85 | 22 |
| Toronto Blueshirts | 20 | 8  | 12 | 0 | 66  | 84 | 16 |
| Toronto Shamrocks  | 20 | 7  | 13 | 0 | 76  | 96 | 14 |
| Montreal Canadiens | 20 | 6  | 14 | 0 | 65  | 81 | 12 |

### Målvaktsstatistik
M = Matcher, V = Vinster, F = Förluster, O = Oavgjorda, SM = Spelade minuter, IM = Insläppta mål, N = Hållna nollor, GIM = Genomsnitt insläppta mål per match
|                  | Lag        | M  | V  | F  | O | SM   | IM | N | GIM  |
| ---------------- | ---------- | -- | -- | -- | - | ---- | -- | - | ---- |
| Clint Benedict   | Ottawa     | 20 | 14 | 6  | 0 | 1243 | 65 | 0 | 3.14 |
| Charlie McCarthy | Wanderers  | 19 | 14 | 5  | 0 | 1182 | 76 | 0 | 3.61 |
| Georges Vézina   | Canadiens  | 20 | 6  | 14 | 0 | 1257 | 81 | 0 | 3.87 |
| Paddy Moran      | Quebec     | 20 | 11 | 9  | 0 | 1305 | 85 | 0 | 3.91 |
| Harry Holmes     | Blueshirts | 20 | 8  | 12 | 0 | 1218 | 84 | 0 | 4.14 |
| Percy LeSueur    | Shamrocks  | 20 | 7  | 13 | 0 | 1205 | 96 | 0 | 4.78 |
| Art Boyce        | Wanderers  | 2  | 0  | 1  | 0 | 50   | 6  | 0 | 7.20 |

### Poängligan
Utv. = Utvisningsminuter
|                  | Lag                | Matcher | Mål | Assists | Poäng | Utv. |
| ---------------- | ------------------ | ------- | --- | ------- | ----- | ---- |
| Tommy Smith      | Shamrocks & Quebec | 19      | 40  | 4       | 44    | 43   |
| Didier Pitre     | Canadiens          | 20      | 30  | 4       | 34    | 15   |
| Gordon Roberts   | Wanderers          | 19      | 29  | 5       | 34    | 74   |
| Sprague Cleghorn | Wanderers          | 19      | 21  | 12      | 33    | 51   |
| Harry Hyland     | Wanderers          | 19      | 23  | 6       | 29    | 49   |
| Harry Broadbent  | Ottawa             | 20      | 24  | 3       | 27    | 115  |
| Cully Wilson     | Blueshirts         | 20      | 22  | 5       | 27    | 138  |
| Odie Cleghorn    | Wanderers          | 15      | 21  | 5       | 26    | 39   |
| Rusty Crawford   | Quebec             | 20      | 18  | 8       | 26    | 30   |
| Skene Ronan      | Shamrocks          | 18      | 21  | 4       | 25    | 55   |

Statistik från hockey-reference.com och nhl.com

## Slutspel
| Match & Datum | Match & Datum | Vinnande lag       | Resultat | Förlorande lag     | Plats    |
| ------------- | ------------- | ------------------ | -------- | ------------------ | -------- |
| 1             | 10 mars       | Ottawa Senators    | 4–0      | Montreal Wanderers | Ottawa   |
| 2             | 13 mars       | Montreal Wanderers | 1–0      | Ottawa Senators    | Montreal |

### Stanley Cup
| Match & Datum | Match & Datum | Vinnande lag           | Resultat | Förlorande lag  | Regler | Plats                   |
| ------------- | ------------- | ---------------------- | -------- | --------------- | ------ | ----------------------- |
| 1             | 22 mars       | Vancouver Millionaires | 6–2      | Ottawa Senators | PCHA   | Denman Arena, Vancouver |
| 2             | 24 mars       | Vancouver Millionaires | 8–3      | Ottawa Senators | NHA    | Denman Arena, Vancouver |
| 3             | 26 mars       | Vancouver Millionaires | 12–3     | Ottawa Senators | PCHA   | Denman Arena, Vancouver |